# Jaramillo (Chubut)
Jaramillo es una localidad argentina ubicada en el departamento Languiñeo, provincia del Chubut. Se ubica en la margen derecha del río Carrenleufú en cercanías del lago Vintter.

## Geografía
Jaramillo se encuentra ubicada en las coordenadas 43°50′36″ S 71°14′29″ O, a 879 m s. n. m. Su clima es frío y húmedo, correspondiente con la Patagonia andina.